# Crackle
Crackle ist eine Streaming-Media-Plattform des Unternehmens Chicken Soup for the Soul Entertainment, die hauptsächlich in den Vereinigten Staaten verfügbar ist.
Die Plattform wurde 2004 unter dem Namen Grouper gegründet und im Jahr 2007 von Sony Pictures Entertainment aufgekauft. 2014 wurde Crackle im Vereinigten Königreich als auch in Australien abgeschaltet, wo die Plattform zuvor einige Jahre verfügbar war.
2018 wurde die Plattform in Sony Crackle umbenannt. Im Jahr darauf verkaufte Sony die Plattform an Chicken Soup for the Soul Entertainment, die den Dienst wieder in Crackle umbenannte.

## Serien
- Comedians auf Kaffeefahrt (2012–2017)
- The Art of More – Tödliche Gier (2015–2016)
- StartUp (2016–2018)
- Snatch (2017–2018)
- The Oath (2018–2019)

## Belege
1. ↑  Sony’s Grouper becomes Crackle, a “pathway to Hollywood”. 16. Juli 2007.
2. ↑  Sony Pictures Television shutting down Crackle. In: Cable.co.uk. Abgerufen am 18. März 2018.
3. ↑  Dino-Ray Ramos: Crackle Officially Changes Name To Sony Crackle — TCA. 14. Januar 2018.
4. ↑  Dade Hayes: Sony Trades Crackle Equity For Stock; Full Control Of Streamer Goes To Chicken Soup For The Soul Entertainment – Update. 15. Dezember 2020.